# 파자르지크주

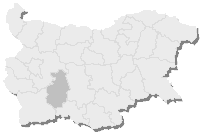
파자르지크 주의 위치

파자르지크주(불가리아어: Област Пазарджик)는 불가리아 남서부에 위치한 주로, 주도는 파자르지크이며 면적은 4,459km2, 인구는 317,358명, 자동차 번호는 PA이다.
북서쪽과 북쪽으로는 소피아 주, 북동쪽과 동쪽으로는 플로브디프 주, 남동쪽과 남쪽으로는 스몰랸 주, 남서쪽과 서쪽으로는 블라고에브그라드 주와 접하며 11개 시를 관할한다.

## 인구
| 연도                      | 인구    | ±%     |
| ------------------------- | ------- | ------ |
| 1946                      | 247,014 | —      |
| 1956                      | 278,777 | +12.9% |
| 1965                      | 296,641 | +6.4%  |
| 1975                      | 314,006 | +5.9%  |
| 1985                      | 325,971 | +3.8%  |
| 1992                      | 326,123 | +0.0%  |
| 2001                      | 310,723 | −4.7%  |
| 2011                      | 275,548 | −11.3% |
| 2021                      | 229,814 | −16.6% |
| 출처: pop-stat.mashke.org |         |        |

## 같이 보기
- 불가리아의 주